# Sylvestre de La Guerche
Sylvestre de La Guerche, né en 1030 à La Guerche-de-Bretagne et mort le 18 janvier 1096, seigneur de La Guerche-de-Bretagne et évêque de Rennes vers 1076 à sa mort.

## Biographie
Sylvestre de La Guerche est le fils de Mainguené de la Guerche et le petit-fils de l'évêque Thébaud de Rennes. Il devient vers 1060 le deuxième seigneur de La Guerche. Il succède en 1075 comme évêque de Rennes à Main qui était issu d'une autre lignée féodale. Il est un proche du souverain breton Alain III. Celui-ci accorde à son vassal l'une de ses places fortes. Ainsi, la famille de La Guerche se constitue une importante fortune foncière, à partir de biens épiscopaux (essentiellement sur l'actuel territoire de la commune de Rannée.
Sylvestre de la Guerche était marié et père de deux fils le futur Guillaume Ier de La Guerche et Geoffroi il est déposé par le Concile de Poitiers le 5 février 1078 car il n'avait pas été ordonné avant d'être nommé évêque. Il garde toutefois la confiance des ducs de Bretagne et il est rapidement rétabli à une date inconnue.
Sylvestre est à l'origine de la fondation du prieuré Saint-Nicolas (dont quelques vestiges assez remaniés subsistent au nord de la rue de Rennes) qu'il donne à l'abbé de St Melaine de Rennes lequel y installe des moines bénédictins. Le prieuré obtient aussi du seigneur divers revenus, pour l'essentiel liés aux perceptions de taxes.
Il demeure évêque jusqu'à sa mort le 18 mai 1096.